# Weite

Luftbild von Werner Friedli (1964)

Weite (im lokalen Dialekt d’Witi) ist ein Dorf in der politischen Gemeinde Wartau im Kanton St. Gallen. Es ist das am nördlichsten gelegene Dorf der Gemeinde.

## Geographische Lage
Weite liegt nördlich des Dorfes Trübbach auf etwa gleicher Höhe. Fährt man durch das Dorf Weite, gelangt man durch die Dörfer Fontnas und Gretschins nach Oberschan. Ausserdem sind von Weite aus die Weiler Plattis und Murris zu erreichen. 

## Verkehr
Durch das Dorf Weite führt die Kantonsstrasse Nr. 13. Weite ist über eine Buslinie der Bus Ostschweiz an den öffentlichen Verkehr angebunden. Die Station an der Bahnstrecke Chur–Rorschach wurde per Fahrplanwechsel im Dezember 2013 eingestellt.

## Bevölkerung
Weite ist mit 1348 Einwohnern (Stand Dezember 2019) das am zweitwenigsten bevölkerte Dorf der Gemeinde Wartau.

## Bildung
Die Kindergartenkinder aus Weite werden zusammen mit den Kindern aus Fontnas im Kindergarten in Fontnas unterrichtet.
Die Erst- bis Sechst- sowie die Kleinklässler werden im lokalen Schulhaus in Weite unterrichtet. Die Oberstufenschüler besuchen das OZ Seidenbaum in Trübbach.

## Vereine
Der Turnverein Weite (TV Weite) ist der lokale Turnverein des Dorfes.